# Vivi Svendsen
Viola Caroline „Vivi“ Svendsen (* 27. August 1906 in Kopenhagen; † 7. Februar 1974 ebenda) war eine dänische Schauspielerin.

## Leben
Vivi Svendsen wuchs in Kopenhagen auf, wo sie zeitlebens wohnte.
Nach ihrem Schulabschluss absolvierte sie von 1924 bis 1928 ihre Schauspielausbildung an der Eleveskole des Königlichen Theaters Kopenhagen, wo sie im Jahr 1928 auch ihr Bühnendebüt als Darstellerin hatte. Sie wirkte im Laufe ihrer Karriere in zahlreichen Theaterstücken, Ballett-Aufführungen, Musicals und in Varieté-Shows mit, so unter anderem auch am Folketeatret, am Aarhus Teater, am Odense Teater, am Betty-Nansen-Theater oder am Theater Helsingør. Von 1954 bis 1963 wirkte Svendsen als Schauspielerin vor der Kamera in rund 15 Spielfilmen mit, wobei sie oftmals in einer Nebenrolle besetzt wurde.
Vivi Svendsen starb am 7. Februar 1974 im Alter von 67 Jahren.

## Filmografie (Auswahl)
- 1954: Liebe auf vier Rädern
- 1955: Dr. Knock
- 1956: Cabaret la Blonde
- 1959: Charles Tante
- 1960: Baronesse
- 1961: Komtessen